# Andrea Dallavalle
Andrea Dallavalle (* 31. Oktober 1999 in Piacenza) ist ein italienischer Leichtathlet, der sich auf den Dreisprung spezialisiert hat. 2022 gewann er die Silbermedaille bei den Europameisterschaften in München.

## Herkunft und Leben
Andrea Dallavalle wurde in der Stadt Piacenza geboren. Er stammt aus einem sportlichen Haushalt. Seine Eltern waren ebenfalls Leichtathleten. Sein älterer Bruder Lorenzo Dallavalle erreichte 2014 bei den Juniorenweltmeisterschaften das Finale im Dreisprung. Er selbst spezialisierte sich früh, nachdem er mit der Leichtathletik begonnen hatte, auf den Dreisprung.
Dallavalle besuchte eine Schule mit wirtschaftlichem Schwerpunkt. Anschließend nahm er ein Studium der Betriebswirtschaftslehre auf. Er lebt in Gossolengo, in der Nähe seiner Geburtsstadt, in der er bis heute trainiert.

## Sportliche Laufbahn
2015 trat Dallavalle erstmals in nationalen Meisterschaften an und konnte im Dreisprung sowohl bei den italienischen U18-Meisterschaften, als auch bei den U18-Hallenmeisterschaften die Goldmedaille gewinnen. Im Juli nahm er am Europäischen Olympischen Jugendfestival in Tiflis teil. Dabei gewann er Bronze im Dreisprung und startete auch in der 4-mal-100-Meter-Staffel. Anschließend verletzte er sich am Meniskus, konnte 2016 allerdings wieder in Wettkämpfen antreten. Zunächst wurde er italienischer U18-Meister im Weitsprung und konnte im Dreisprung seinen Hallentitel erfolgreich verteidigen. Danach trat danach er bei den U18-Europameisterschaften, erneut in Tiflis, an. Im Finale gelang ihm eine Weite von 15,74 m, was neben neuer Bestleistung, auch die Silbermedaille bedeutete. Zwei Monate später legte er nochmal sieben Zentimeter auf seine bisherige Bestmarke obendrauf.
2017 wurde Dallavalle im Juni mit 16,46 m italienischer U20-Meister. Anschließend nahm er auch erstmals an der nationalen Meisterschaft der Erwachsenen teil, bei der ihm der fünfte Platz gelang. Im selben Monat startete er bei den U20-Europameisterschaften in seiner italienischen Heimat. Dabei konnte er seine Bestleistung im Finale auf 16,87 m steigern, mit denen er die Silbermedaille gewann und zudem den italienischen Juniorenrekord in dieser Disziplin verbesserte. 2018 konnte er sich nicht steigern, wurde allerdings nationaler U20-Hallenmeister. 2019 wurde Dallavalle erneut Fünfter bei den italienischen Meisterschaften. Im Juli trat er bei den U23-Europameisterschaften in Gävle an. Dabei schaffte er den Einzug in das Finale, in dem ihm ein Sprung auf 16,95 m gelang, die bis heute, Stand 2020, als seine Bestleistung zu Buche stehen. Im Oktober trat er bei den Weltmeisterschaften in Doha erstmals in einer internationalen Meisterschaft bei den Erwachsenen an. In der Qualifikation kam er dabei allerdings nur auf 15,09 m und belegte damit in seiner Qualifikationsgruppe den letzten Platz. In der Addition landete er auf dem vorletzten Platz bei insgesamt 33 Startern. 2020 wurde er erstmals Italienischer Meister.
2021 verbesserte er sich im Juni auf eine Weite von 17,35 m  und qualifizierte sich damit für die Olympischen Sommerspiele in Tokio. Anfang Juli gewann er in Tallinn bei seiner zweiten Teilnahme an den U23-Europameisterschaften den Europameistertitel im Dreisprung. In Tokio erreichte er schließlich bei seinen Olympiadebüt das Finale. Darin sprang er mit seinem weitesten Versuch 16,85 m  und belegte damit den neunten Platz. 2022 gewann er seinen zweiten italienischen Meistertitel. Ende Juni nahm er an den Mittelmeerspielen in Algerien teil, wobei er im Dreisprung den fünften Platz belegte. Danach reiste er zu den Weltmeisterschaften nach Eugene in den USA. Dort erreichte er den Endkampf und belegte mit einem Sprung auf 17,25 den vierten Platz. Einen Monat später feierte er mit dem Gewinn der Silbermedaille bei den Europameisterschaften in München den größten sportlichen Erfolg seiner Karriere.

## Wichtige Wettbewerbe
| Jahr                | Veranstaltung                           | Ort                 | Platz               | Disziplin           | Weite               |
| Startet für Italien | Startet für Italien                     | Startet für Italien | Startet für Italien | Startet für Italien | Startet für Italien |
| ------------------- | --------------------------------------- | ------------------- | ------------------- | ------------------- | ------------------- |
| 2015                | Europäisches Olympisches Jugendfestival | Tiflis              | 3.                  | Dreisprung          | 14,74 m             |
| 2016                | U18-Europameisterschaften               | Tiflis              | 2.                  | Dreisprung          | 15,74 m             |
| 2017                | U20-Europameisterschaften               | Grosseto            | 2.                  | Dreisprung          | 16,87 m             |
| 2019                | U23-Europameisterschaften               | Gävle               | 3.                  | Dreisprung          | 16,95 m             |
| 2019                | Weltmeisterschaften                     | Doha                | 32.                 | Dreisprung          | 15,09 m             |
| 2021                | U23-Europameisterschaften               | Tallinn             | 1.                  | Dreisprung          | 17,05 m             |
| 2021                | Olympische Sommerspiele                 | Tokio               | 9.                  | Dreisprung          | 16,85 m             |
| 2022                | Mittelmeerspiele                        | Oran                | 5.                  | Dreisprung          | 16,44 m             |
| 2022                | Weltmeisterschaften                     | Eugene              | 4.                  | Dreisprung          | 17,25 m             |
| 2022                | Europameisterschaften                   | München             | 2.                  | Dreisprung          | 17,04 m             |

## Persönliche Bestleistungen
Freiluft
- Weitsprung: 7,57 m, 17. September 2017, Reggio Emilia
- Dreisprung: 17,35 m, 12. Juni 2021, Grosseto

Halle
- Weitsprung: 7,49 m, 21. Januar 2018, Modena
- Dreisprung: 16,61 m, 9. Februar 2020, Ancona